# 卡斯納鎮區 (伊利諾伊州傑佛遜縣)
卡斯納鎮區（英語：Casner Township）是位於美國伊利諾伊州傑佛遜縣的一個行政鎮區。

## 地方資料
根據2010年美國人口普查的數據，卡斯納鎮區的面積為93.30平方千米，當中陸地面積為93.20平方千米，而水域面積為0.10平方千米。當地共有人口1233人，而人口密度為每平方千米13.22人。